# Teun Struycken (1873-1923)

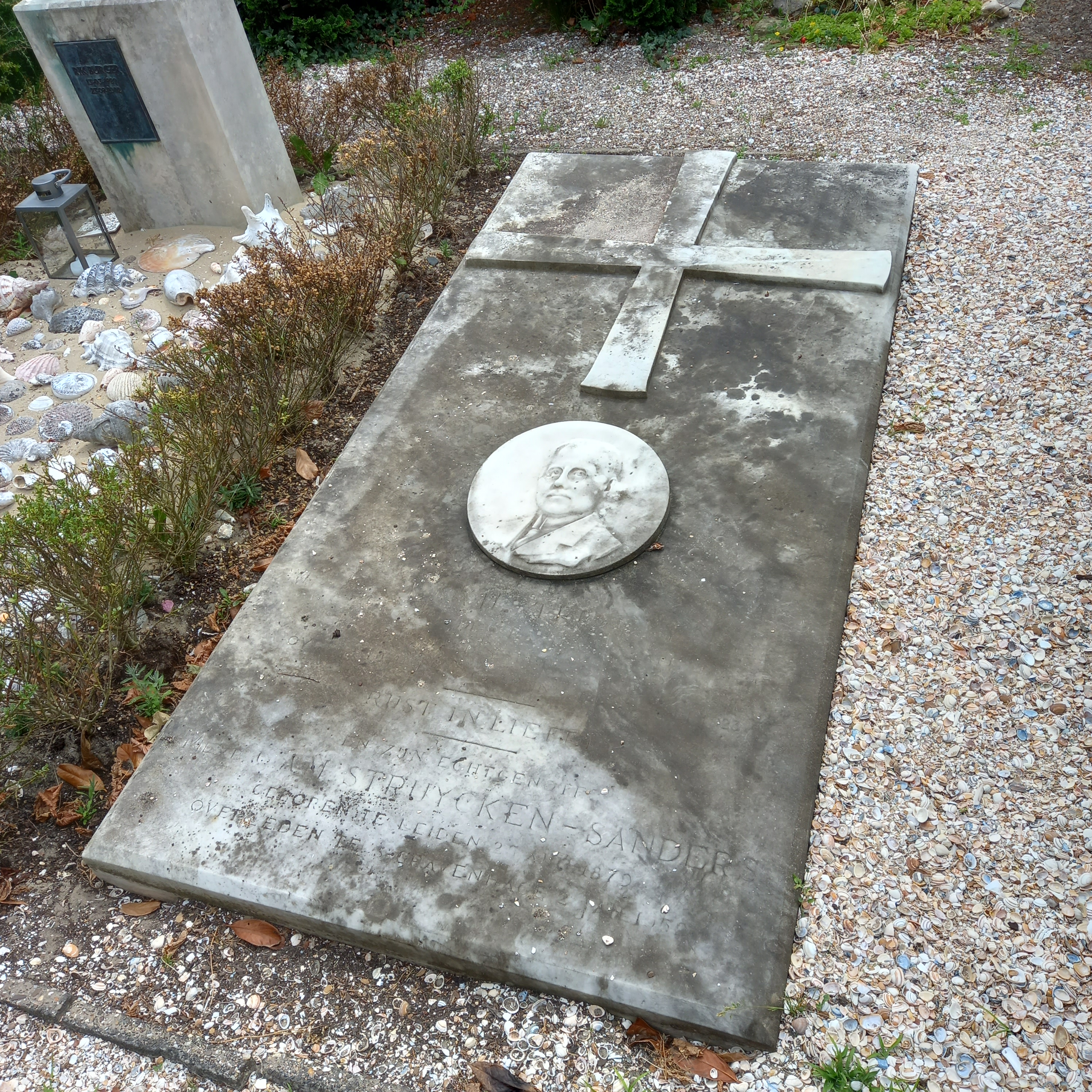
Het graf van Antonius Alexis Hendrikus Struiken en zijn echtgenote Geertruida Sanders op Begraafplaats Sint Petrus Banden in Den Haag

Antonius Alexis Hendrikus (Teun) Struycken (Doesburg, 8 februari 1873 - Den Haag, 28 juli 1923) was een Nederlands rechtsgeleerde. Hij was hoogleraar, staatsraad en lid van het Permanent Hof van Arbitrage.

## Biografie
Antonius Alexis Hendricus Struycken werd geboren op 8 februari 1873 in Doesburg als zoon van de gepensioneerde kapitein uit het Koninklijk Nederlandsch-Indisch Leger Arnoldus Struiken en Johanna Wilhelmina Maria Wanders. Hij volgde onderwijs aan de Rijks Hogere Burgerschool in Groningen en in 1891 legde hij met goed gevolg het staatsexamen af. In 1892 begon hij aan een studie rechten aan de Universiteit Leiden en promoveerde in 1898 aldaar op stellingen. Tijdens zijn studie was hij met Charles Ruijs de Beerenbrouck en Piet Aalberse een van de oprichters van de katholieke studentenvereniging Sanctus Augustinus. Het jaar erop ging hij aan de slag als advocaat en procureur in Den Haag. In 1903 promoveerde hij nogmaals, ditmaal bij Jacques Oppenheim in de staatswetenschappen op het proefschrift Het Rechtsbegrip; theoretische onderzoekingen.
In 1906 werd Struycken benoemd tot hoogleraar in het "staatsrecht en volkenrecht, de encyclopaedie van het recht en de staatsleer" aan de Universiteit van Amsterdam waarmee hij Levi de Hartog opvolgde. Hij aanvaardde dit ambt met de rede Positief recht. Van 1908 tot en met 1911 was hij lid van de Staatscommissie-De Marez Oyens. Zijn hoogleraarschap werd in 1914 beëindigd wegens zijn benoeming tot staatsraad. Wel bleef hij aan als buitengewoon hoogleraar in de algemene staatsleer.
Toen de Eerste Wereldoorlog uitbrak, was dit voor hem reden om zijn focus te verleggen naar het werken aan vraagstukken op het gebied van internationale politiek en internationaal publiekrecht. Na de oorlog speelde hij in 1919 en 1920 een belangrijke rol tijdens de vredesonderhandelingen in Versailles. In 1920 werd hij benoemd tot Ridder in de Orde van de Nederlandse Leeuw. Ook was hij lid van de Nederlandse delegatie voor de Haagse Conferentie over Rusland in 1922 en van 1922 tot en met 1923 vervulde hij dezelfde functie tijdens de conferentie over de herziening van het oorlogsrecht. Van 1922 tot en met 1923 was hij tevens lid van het Permanente Hof van Arbitrage, lid van de staatscommissie onderzoek inzake het tempo van aanbouw van de voorgestelde vloot en voorzitter van het Centraal Stembureau.
Op 28 juli 1923 kwam hij in Den Haag te overlijden.
Hij was vader van jurist Arnold Struycken, oom van minister A.A.M. (Teun) Struycken, en oudoom van jurist A.V.M. (Teun) Struycken.

## Publicaties (selectie)
- Het rechtsbegrip; theoretische onderzoekingen, 1903 (proefschrift)
- Positief recht, 1906 (oratie)
- Administratie of rechter, 1910
- Grondwetsherziening, theorie en praktijk, beschouwingen over staatsrecht en staatskunde, 1913
- De Grondwet. Haar karakter en waarde, 1914
- De oorlog en het volkenrecht, 1914
- Het staatsrecht van het Koninkrijk der Nederlanden, eerste deel, 1915-1917
- Nederland, België en de mogendheden, 1919